# Sunkahetanka geringensis
Sunkahetanka geringensis és una espècie extinta de mamífer carnívor de la família dels cànids que visqué a Nord-amèrica durant l'Oligocè, fa entre 26,3 i 29,5 milions d'anys. Se n'han trobat restes fòssils a Dakota del Sud i Nebraska (Estats Units). Es tracta de l'única espècie del gènere Sunkahetanka, que anteriorment també contenia l'espècie actualment classificada com a Enhydrocyon pahinsintewakpa. Tenia el crani curt i ample i la mandíbula enorme. El nom genèric Sunkahetanka és un mot lakota que significa ‘gos de dents grosses’, mentre que el nom específic geringensis significa ‘de Gering’ en llatí.